# التخصصية الفراغية
في الكيمياء ، تعد التخصصية الفراغية خاصية لآلية تفاعل تؤدي إلى منتجات تصاوغ فراغية مختلفة من متفاعلات فراغية (شكلية) مختلفة، أو التي تعمل على واحد فقط (أو مجموعة فرعية) من المتماثلات الفراغية. 
على النقيض من ذلك، فإن الانتقائية الفراغية هي خاصية لخليط المواد المتفاعلة حيث تسمح آلية غير فراغية بتكوين منتجات متعددة، ولكن يمكن تفضيل منتج واحد (أو مجموعة فرعية) من المنتجات بواسطة عوامل ، مثل الوصول الفراغي ، والتي تكون مستقلة عن الآلية.

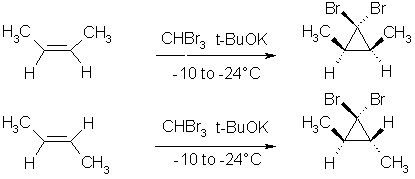
تؤدي الإضافة الفراغية لثنائي بروموكاربين إلى 2-بيوتين سيس وترانس إلى تكوين متزامرين فراغيين مختلفين من 2،3-ثنائي ميثيل-1،1-ثنائي بروموسيكلوبروبان.

تحدد الآلية التخصصية الفراغية النتيجة الفراغية الكيميائية لمتفاعل معين، في حين تختار التفاعلات الفراغية الانتقائية المنتجات من تلك المتاحة بواسطة نفس الآلية غير المحددة التي تعمل على متفاعل معين. في حالة وجود مادة أولية واحدة نقية متماثلة فراغيًا، فإن الآلية الفراغية المحددة ستعطي 100% من متماثل فراغي معين (أو لا تعطي أي تفاعل)، على الرغم من أن فقدان سلامة الكيمياء الفراغية يمكن أن يحدث بسهولة من خلال آليات متنافسة ذات نتائج كيميائية فراغية مختلفة. ستنتج العملية الانتقائية الفراغية عادةً منتجات متعددة حتى لو كانت هناك آلية واحدة فقط تعمل على مادة أولية نقية متماثلة.
مصطلح التفاعل الفراغي غامض، حيث أن مصطلح التفاعل نفسه يمكن أن يعني تحولًا بآلية واحدة (مثل تفاعل ديلز-ألدر )، والذي يمكن أن يكون فراغيًا (تغير في شكل جزيء ما) ، أو نتيجة لخليط من المواد المتفاعلة التي قد تنتقل عبر آليات متنافسة متعددة، محددة وغير محددة. بالمعنى الأخير، يتم استخدام مصطلح التفاعل الفراغي بشكل خاطئ عادةً ليعني تفاعلًا فراغيًا انتقائيًا للغاية .
يعتمد التخليق الكيرالي على مجموعة من التحولات الفراغية النوعية (للتحويل المتبادل بين المراكز الفراغية الموجودة) والتحولات الفراغية الانتقائية (لإنشاء مراكز فراغية جديدة)، حيث يتم أيضًا الحفاظ على الخاصية البصرية للمركب الكيميائي.
تركز جودة التخصص الفراغي على المتفاعلات وكيميائها الفراغية؛ كما أنها تهتم بالمنتجات أيضًا، ولكن فقط لأنها توفر دليلاً على اختلاف السلوك بين المتفاعلات. من بين المتفاعلات الفراغية، يتصرف كل منها بطريقته الخاصة . تسمى الخصوصية الفراغية تجاه المتماثلات الفراغية بالخصوصية الفراغية.

## أمثلة
يمكن أن يتم الاستبدال النووي في مراكز sp3 من خلال آلية S<sub id="mwNQ">N</sub> 2 الفراغية، مما يتسبب في الانعكاس فقط، أو من خلال آلية SN 1 غير النوعية، والتي يمكن أن تظهر نتيجتها انتقائية متواضعة للانعكاس، اعتمادًا على المتفاعلات وظروف التفاعل التي لا تشير إليها الآلية. يعتمد اختيار الآلية المتبعة من قبل مجموعة معينة من المتفاعلات على عوامل أخرى (الوصول الفراغي إلى مركز التفاعل في الركيزة، النواة ، المذيب، درجة الحرارة).
| التخصص الفراغي في تفاعلات الاستبدال | التخصص الفراغي في تفاعلات الاستبدال   |
| ----------------------------------- | ------------------------------------- |
| SN1 reaction mechanism              | SN2 reaction mechanism                |
| آلية S N 1 غير مجسمة                | آلية S <sub id="mwTA">N</sub> 2 مجسمة |

على سبيل المثال، تتفاعل المراكز الثالثية بشكل حصري تقريبًا بواسطة آلية SN 1 بينما تتفاعل المراكز الأولية (باستثناء مراكز النيوبنتيل) بشكل حصري تقريبًا بواسطة آلية SN 2. عندما يؤدي الاستبدال النووي إلى انعكاس غير كامل، يكون ذلك بسبب المنافسة بين الآليتين، كما يحدث غالبًا في المراكز الثانوية، أو بسبب الانعكاس المزدوج (كما هو الحال عندما يكون اليوديد هو النواة).
إن إضافة الكربينات المفردة إلى الألكينات تعتبر إضافة فراغية حيث يتم الحفاظ على هندسة الألكين في المنتج. على سبيل المثال، ينتج ثنائي بروموكاربين وسيس -2-بيوتين ينتجان سيس -2،3-ثنائي ميثيل-1،1-ثنائي بروم حلقي البروبان، في حين ينتج أيزومر الترانس حصريًا ترانس البروبان الحلقي . 
تظل هذه الإضافة اختصاصية فراغية (مجسمة ) حتى لو لم يكن الألكين الأولي نقيًا متماثلًا، حيث ستتطابق الكيمياء الفراغية للمنتجات مع الكيمياء الفراغية للمتفاعلات.
إن تفاعل إغلاق الحلقة الدورانية للتريينات المترافقة هو تفاعل فراغي حيث أن المتفاعلات الأيزومرية سوف تعطي منتجات أيزومرية. على سبيل المثال: يعطي trans,cis,trans -2,4,6-octatriene cis -dimethylcyclohexadiene، في حين يعطي أيزومر المتفاعل trans,cis,cis منتج trans ولا يتفاعل أيزومر المتفاعل trans,trans,trans بهذه الطريقة.